# Chloropseustes leucotylus
Chloropseustes leucotylus är en insektsart som beskrevs av Rehn, J.A.G. 1918. Chloropseustes leucotylus ingår i släktet Chloropseustes och familjen gräshoppor. Inga underarter finns listade i Catalogue of Life.